# Kevin Mitnick
Kevin David Mitnick (6 de agosto de 1963-16 de julio de 2023) fue uno de los hackers, crackers y phreakers estadounidense más famosos de la historia. Su nick o apodo fue Cóndor. También apodado por él mismo como «fantasma de los cables».
Su último arresto se produjo el 15 de febrero de 1995, tras ser acusado de entrar en algunos de los ordenadores más seguros de los Estados Unidos. Ya había sido procesado en 1981, 1983 y 1987 por diversos delitos electrónicos.

## Ingeniería social
Se dedicó a la consultoría desde la óptica particular de la ingeniería social. Consideraba que más allá de las técnicas de hardware y software que se pueden implementar en las redes, el factor determinante de la seguridad de las mismas es la capacidad de los usuarios de interpretar correctamente las políticas de seguridad y hacerlas cumplir.
Consideraba que todos podemos fallar fácilmente en este aspecto, ya que los ataques de ingeniería social, muchas veces llevados a cabo solo con ayuda de un teléfono, están basados en cuatro principios básicos y comunes a todas las personas:
- Todos queremos ayudar.
- El primer movimiento es siempre de confianza hacia el otro.
- No nos gusta decir que no.
- A todos nos gusta que nos alaben.

Fundamentando estos conceptos, relató el 27 de mayo de 2005 en Buenos Aires (Argentina) en una de sus conferencias el modo por el que accedió fácilmente al código de un teléfono móvil en desarrollo, incluso antes de su anuncio en el mercado, con solo seis llamadas telefónicas y en unos escasos minutos.
En 2010 se presentó dando una ponencia en el Campus Party de Ciudad de México.

## Historialcracker
Como cracker, la carrera de Kevin Mitnick comenzó a los 16 años, cuando obsesionado por las redes de ordenadores, rompió la seguridad del sistema administrativo de su colegio, pero no para alterar sus notas; lo hizo «solo para mirar».
Su bautismo como infractor de la ley fue en 1981. Junto a dos amigos, entró físicamente a las oficinas de  Computer System for Mainframe Operations (COSMOS), de Pacific Bell. COSMOS era una base de datos utilizada por la mayor parte de las compañías telefónicas norteamericanas para controlar el registro de llamadas. Una vez dentro de las oficinas, obtuvieron la lista de claves de seguridad, la combinación de las puertas de acceso de varias sucursales y manuales del sistema COSMOS. La información robada tenía un valor equivalente a los 200 000 dólares. 
Fueron delatados por la novia de uno de los amigos y, debido a su minoría de edad, una corte juvenil lo sentenció a tres meses de cárcel y a un año bajo libertad condicional. Después de cumplir el periodo de tres meses, el oficial encargado de su custodia encontró que su teléfono fue desconectado, y que en la compañía telefónica no había ningún registro de él. 
Sus objetivos iban creciendo a cada paso, y en 1982 entró ilegalmente, vía módem, a la computadora del North American Air Defense Command, en Colorado. Antes de entrar alteró el programa encargado de rastrear la procedencia de las llamadas y desvió el rastro de su llamada a otro lugar. 
Un año más tarde fue arrestado de nuevo cuando era estudiante de la Universidad del Sur de California. En esta ocasión entró ilegalmente a ARPAnet (la predecesora de Internet) y trató de acceder a la computadora del Pentágono. Lo sentenciaron a seis meses de cárcel en una prisión juvenil en California. 
En 1987, luego de tratar de poner su vida en orden, reincidió y fue acusado, en Santa Cruz California, de invadir el sistema de la compañía Microcorp Systems. Lo sentenciaron a tres años de libertad condicional; tras la sentencia su expediente desapareció de la computadora de la policía local. 
Posteriormente buscó trabajo en lo que mejor sabía hacer y solicitó empleo en el Security Pacific Bank como encargado de la seguridad de la red del banco. El banco lo rechazó por sus antecedentes penales y Mitnick falsificó un balance general del banco donde se mostraban pérdidas por 400 millones de dólares y trató de enviarlo por la red. 
Ese mismo año inició el escándalo que lo lanzó a la fama. Durante meses observó secretamente el correo electrónico de los miembros del departamento de seguridad de MCI Communications y Digital Equipment Corporation para conocer cómo estaban protegidas las computadoras y el sistema telefónico de ambas compañías. Luego de recoger suficiente información se apoderó de 16 códigos de seguridad de MCI y, junto a un amigo, Lenny DiCicco, entraron a la red del laboratorio de investigaciones de Digital Equipment Corporation, conocida como Easynet. Ambos crackers querían obtener una copia del prototipo del nuevo sistema operativo de seguridad de Digital, llamado VMS. El personal de seguridad de Digital se dio cuenta inmediatamente del ataque y dieron aviso al FBI, y comenzaron a rastrear a los crackers. 
Mitnick fue un mal cómplice y, a pesar de que habían trabajado juntos, trató de echarle toda la culpa a DiCicco haciendo llamadas anónimas al jefe de este, que trabajaba en una compañía de software como técnico de soporte. Lleno de rabia y frustración, DiCicco confesó todo a su jefe, que los denunció a Digital y al FBI. 
Mitnick fue arrestado en 1988 por invadir el sistema de Digital Equipment. La empresa acusó a Mitnick y a DiCicco ante un juez federal de causarles daños por valor de cuatro millones de dólares en el robo de su sistema operativo. Fue declarado culpable de un cargo de fraude en computadoras y de uno por posesión ilegal de códigos de acceso de larga distancia. 
Adicional a la sentencia, el fiscal obtuvo una orden de la corte que prohibía a Mitnick el uso del teléfono en la prisión alegando que el prisionero podría obtener acceso a las computadoras a través de cualquier teléfono. A petición de Mitnick, el juez lo autorizó a llamar únicamente a su abogado, a su esposa, a su madre y a su abuela, y solo bajo supervisión de un oficial de la prisión. 
Este caso produjo revuelo en los Estados Unidos, no solo por el hecho delictivo sino por la táctica que utilizó la defensa. Su abogado convenció al juez de que Mitnick sufría de una adicción por las computadoras equivalente a la de un drogadicto, un alcohólico o un apostador. Gracias a esta maniobra de la defensa Mitnick fue sentenciado a solo un año de prisión, y al salir de allí debía seguir un programa de seis meses para tratar su «adicción a las computadoras». Durante su tratamiento le fue prohibido tocar una computadora o un módem, y llegó a perder más de 45 kilos. 
Para 1991 ya era el cracker que había ocupado la primera plana del New York Times y uno de sus reporteros, John Markoff, decidió escribir un libro de estilo cyberpunk narrando las aventuras de Mitnick. Al parecer, a Mitnick no le gustó el libro, ya que después de salir a la venta, la cuenta en Internet de Markoff fue invadida, cambiando su nivel de acceso, de manera que cualquier persona en el mundo conectada a Internet podía ver su correo electrónico. 
En 1992, y tras concluir su programa, Mitnick comenzó a trabajar en una agencia de detectives. Pronto se descubrió un manejo ilegal en el uso de la base de datos y fue objeto de una investigación por parte del FBI, quien determinó que había violado los términos de su libertad condicional. Allanaron su casa pero había desaparecido sin dejar rastro alguno. Ahora Mitnick se había convertido en un cracker prófugo.
También en 1992, el Departamento de Vehículos de California ofreció una recompensa de un millón de dólares a quien arrestara a Mitnick por haber tratado de obtener una licencia de conducir de manera fraudulenta, utilizando un código de acceso y enviando sus datos vía fax. 
Tras convertirse en prófugo de la justicia, cambió de táctica y concluyó que la mejor manera de no ser rastreado era utilizar teléfonos móviles. De esta manera podría cometer sus fechorías y no estar atado a ningún lugar fijo. Para ello necesitaba obtener programas que le permitieran moverse con la misma facilidad con que lo hacía en la red telefónica. 
Después de varios intentos infructuosos en cuanto a calidad de información, se encontró con el ordenador de Tsutomu Shimomura, la cual invadió en la Navidad de 1994. Shimomura, físico computacional y experto en sistemas de seguridad del San Diego Supercomputer Center, era además un muy buen hacker, pero era de los «chicos buenos», ya que cuando hallaba una falla de seguridad en algún sistema lo reportaba a las autoridades, no a otros crackers. 
Shimomura notó que alguien había invadido su ordenador en su ausencia, utilizando un método de intrusión muy sofisticado y que él nunca antes había visto. El intruso le había robado su correo electrónico, software para el control de teléfonos móviles y varias herramientas de seguridad en Internet. Allí comenzó la cuenta regresiva para Mitnick. Shimomura se propuso como orgullo personal atrapar al cracker que había invadido su privacidad. 
Hacia finales de enero de 1995, el software de Shimomura fue hallado en una cuenta en The Well, un proveedor de Internet en California. Mitnick había creado una cuenta fantasma en ese proveedor y desde allí utilizaba las herramientas de Shimomura para lanzar ataques hacia una docena de corporaciones de ordenadores, entre ellas Motorola, Apple y Qualcomm. 
Shimomura se reunió con el gerente de The Well y con un técnico de Sprint, y descubrieron que Mitnick había creado un número móvil fantasma para acceder el sistema. Después de dos semanas de rastreos determinaron que las llamadas provenían de Raleigh (Carolina del Norte).
Al llegar Shimomura a Raleigh recibió una llamada del experto en seguridad de InterNex, otro proveedor de Internet en California. Mitnick había invadido otra vez el sistema de InterNex, había creado una cuenta de nombre Nancy borrando una con el nombre Bob, y había cambiado varias claves de seguridad incluyendo la del experto y la del gerente del sistema que posee los privilegios más altos. 
De igual manera, Shimomura tenía información sobre la invasión de Mitcnick a Netcom, una red de base de datos de noticias. Shimomura se comunicó con el FBI y éstos enviaron un grupo de rastreo por radio. El equipo de rastreo poseía un simulador de celda, un equipo normalmente utilizado para probar teléfonos móviles pero modificado para rastrear el teléfono de Mitnick mientras este estuviera encendido y aunque no estuviera en uso. Con este aparato el móvil se convertía en un transmisor sin que el usuario lo supiera. 
A medianoche terminaron de colocar los equipos en una furgoneta y comenzó la búsqueda de la señal, porque eso era lo que querían localizar; no buscaban a un hombre, porque todas las fotos que tenían eran viejas y no estaban seguros de su aspecto actual. El objetivo de esa noche era determinar el lugar de procedencia de la señal. Durante la madrugada localizaron la señal en un grupo de apartamentos pero no pudieron determinar en cuál debido a interferencias en la señal. 
Mientras esto ocurría, la gente de InterNex, The Well y Netcom estaban preocupados por los movimientos que casi simultáneamente Mitnick hacía en cada uno de estos sistemas. Cambiaba claves de acceso que él mismo había creado y que tenían menos de doce horas de creadas, utilizando códigos extraños e irónicos como «no», «panix», «fukhood» y «fuckjkt». Estaba creando nuevas cuentas con mayores niveles de seguridad como si sospechara que lo estaban vigilando. 
El FBI, Shimomura y el equipo de Sprint se habían reunido para planificar la captura. Shimomura envió un mensaje codificado al buscapersonas del encargado en Netcom para advertirle que el arresto se iba a realizar al día siguiente, 16 de febrero. Shimomura envió el mensaje varias veces por equivocación y el encargado interpretó que Mitnick ya había sido arrestado, adelantándose a realizar una copia de respaldo de todo el material que Mitnick había almacenado en Netcom como evidencia y borrando las versiones almacenadas por Mitnick. Había que realizar el arresto de inmediato, antes de que Mitnick se diera cuenta de que su información había sido borrada. 
Cuando faltaban minutos para dar la orden el simulador de celdas detectó una nueva señal de transmisión de datos vía teléfono móvil y simultánea a la de Mitnick, muy cerca de esa zona. Algo extraño estaba haciendo Mitnick con las líneas móviles. Shimomura trató de advertirle al agente del FBI, pero ya todo estaba en manos de ellos; Shimomura, de ahora en adelante, no era más que un espectador privilegiado. 
El FBI no pensaba hacer una entrada violenta porque no creía que Mitnick estuviera armado, pero tenía que actuar muy rápido porque sabía el daño que este hombre podía causar en un solo minuto con un ordenador. Se acercaron lentamente hasta la entrada del apartamento de Mitnick y anunciaron su presencia; si no les abrían la puerta en cinco segundos la echarían abajo. Mitnick abrió la puerta con toda calma y el FBI procedió a arrestarlo y a decomisar todo el material pertinente: discos, ordenador, teléfonos móviles, manuales, etc. 
De regreso a su hotel, Shimomura decide comprobar el contestador telefónico de su residencia en San Diego. Se quedó en una pieza cuando escuchó la voz de Mitnick, quien le había dejado varios mensajes con acento oriental en tono de burla. El último de estos mensajes lo había recibido ocho horas después de que Mitnick hubiera sido arrestado, y antes de que la prensa se hubiera enterado de todo el asunto. Cómo se realizó esa llamada aún es un misterio, al igual que el origen y objetivo de la segunda señal de Mitnick
Tsutomu Shimomura se hizo pasar por amigo de Kevin Mitnick para capturarlo a través de una pelea informática siendo él parte del FBI siendo de topo con el gran hacker Kevin Mitnick.
Falleció el 16 de julio de 2023, luego de una larga batalla con el cáncer pancreático.

## En la cultura popular
El caso de Kevin Mitnick (su último encarcelamiento) alcanzó una gran popularidad entre los medios estadounidenses por la lentitud del proceso (hasta la celebración del juicio pasaron más de dos años), y por las estrictas condiciones de encarcelamiento a las que fue sometido (se le aisló del resto de los presos y se le prohibió realizar llamadas telefónicas durante un tiempo por su supuesta peligrosidad).
Tras su puesta en libertad en 2002, Kevin Mitnick se dedicó a la consultoría y el asesoramiento en materia de seguridad, a través de su compañía Mitnick Security, anteriormente llamada Defensive Thinking.
La vida de Kevin Mitnick y, en especial, la persecución que condujo a su captura en 1995, han dado lugar a multitud de libros y otro material de ficción. De entre todos destaca la novela Takedown, que relata su último arresto, de la cual han sacado una película con el mismo título, Takedown, en el año 2000.
Otra novela algo menos conocida es The Fugitive Game, escrita por Jonathan Littman. En ella también se narran los hechos acontecidos los últimos años antes de su arresto, aunque desde una perspectiva más intimista y no tan enfocada al autoelogio por parte de los captores como la anterior.

## Obras
- Mitnick, Kevin; Simon, William L. (2007). El arte de la intrusión. Méjico. Archivado desde el original el 20 de enero de 2018. Consultado el 10 de agosto de 2018.
- Mitnick, Kevin; Vamosi, Robert (2018). El arte de la invisibilidad (2ª edición). Madrid: Anaya. ISBN 978-84-415-4061-3. Archivado desde el original el 25 de marzo de 2012. Consultado el 10 de agosto de 2018.